# Thaumatogelis clavatus
Thaumatogelis clavatus är en stekelart som beskrevs av Schwarz 2001. Thaumatogelis clavatus ingår i släktet Thaumatogelis och familjen brokparasitsteklar. Inga underarter finns listade i Catalogue of Life.